# Juan Fernández de Andeiro
Juan Fernández de Andeiro (c. 1320-Lisboa, 6 de diciembre de 1383) fue un noble gallego nacido en la villa de La Coruña (Andeiro-Cambre), en Galicia, de donde se dirigió al Reino de Portugal, con la intención de vengar el fraticidio del rey Pedro I El Cruel a manos del Rey Enrique II de Castilla. Tuvo un papel muy destacado en los acontecimientos políticos portugueses en el último cuarto del siglo XIV, y se hizo conocido como Conde (de) Andeiro.

## Biografía
Posiblemente fue el hijo de Fernán Rodríguez de Andeiro, a quien Fernando I el 17 de octubre de 1374 donó todas las propiedades del pan y el vino que, en Moita tenían Pedro Capilla, notario de Atouguia.
Luchó en la primera guerra civil castellana (1366-1369) en la que lucharon los hermanastros Enrique de Trastámara y Pedro I de Castilla. Tras la victoria del primero, Juan Fernández de Andeiro huyó de Castilla camino a Portugal. Una vez en tierras portuguesas alentó al rey Fernando I para que hiciese guerra contra Enrique II para sacarle del trono y ocupar su lugar. Por ello se le nombró conde de Ourem. Esa guerra, que culminó en derrota para Fernando I se llamó la primera guerra fernandina.
Después de la guerra se convirtió desde 1371 a 1381 en mediador entre Juan de Gante y el rey de Portugal. Como tal contribuyó al mutuo entendimiento de ambos para que desatasen otras dos guerras fernandinas. De esa manera se convirtió con el tiempo en el líder de los pedristas. Durante ese tiempo Fernández de Andeiro supuestamente llegó también a convertirse con el tiempo en el amante de la reina de Portugal Leonor Téllez de Meneses, que lo convirtió en su válido, lo que provocó la ira de muchos. Como tal también orquestó en 1382 el Tratado de Badajoz entre el reino Portugal y la corona de Castilla para terminar la tercera y última guerra fernandina. Como muchos lo veían, de facto, como la futura anexión de Portugal a Castilla después de la muerte del rey portugués, la ira contra él en Portugal se incrementó aún más.
Después de la muerte del rey la relación entre la reina y Juan Fernández de Andeiro se volvió pública. Eso incrementó aún más el odio hacia él. La reina, convertida ahora en regenta, gobernaba con él el reino. Cuando Juan I de Castilla, en contra del tratado, quiso proclamarse públicamente rey de Portugal, ambos adoptaron una actitud procastellana. Todo eso desembocó la crisis de 1383-1385 en Portugal. En ella ambos llegaron por ello a ser víctimas de la correspondiente rebelión contra Castilla. Los rebeldes entraron durante esa rebelión en el palacio y el conde fue asesinado el 6 de diciembre de 1383 a manos del líder de esa rebelión, el maestre de Avis, futuro Juan I de Portugal, mientras que Leonor Téllez de Meneses, la regenta fue desterrada. Antes del destierro ella enterró al conde en la iglesia de Martín. Su muerte también significó el fin de los petristas.
Una vez que llegó a Castilla, Leonor Téllez de Meneses pidió ayuda a Juan I por lo ocurrido y Juan I, viendo sus aspiraciones en Portugal en peligro, accedió a su pedido de ayuda y de venganza y atacó con sus tropas Portugal. Sus intentos de revertir la situación terminaron con su contundente derrota en la batalla de Aljubarrota.

## Matrimonio y descendencia
El conde Juan Fernández de Andeiro estuvo casado con Mayor Fernández de Moscoso, la viuda del caballero de Galicia Fernán Becerra. Ambos tuvieron un hijo y cuatro hijas.
- Sancha de Andeiro, casada con Álvaro González, hijo de Gonzalo Vázquez de Azevedo.[2]
- Teresa de Andeiro, esposa de Pedro de la Guerra, hijo bastardo del infante Juan de Portugal.[3]
- Isabel de Andeiro, casada con Fernán Álvarez Osorio.[2]
- Juana de Andeiro, que no se casó y murió en Galicia.[2]
- Ruy de Andeiro, paje de Beatriz de Portugal.[2]